# 奇科皮 (堪薩斯州)
奇科皮（英語：Chicopee）是位於美國堪薩斯州克勞福德縣的一個人口普查指定地區。

## 人口
根據2010年美國人口普查的數據，奇科皮的面積為8.30平方千米，當中陸地面積為8.20平方千米，而水域面積為0.10平方千米。當地共有人口422人，而人口密度為每平方千米50.84人。